# New Bavaria
New Bavaria – wieś w Stanach Zjednoczonych, w stanie Ohio, w hrabstwie Henry.